# Jacint Vilardaga i Cañellas
Jacint Vilardaga i Cañellas   (Berga, 1856 - 22 de desembre de 1936) fou un jurisconsult i historiador català.

## Biografia
Estudia Dret i notariat a Barcelona, i des de jove es dedica als estudis d'història. Publicà Història de Berga (1890) i Efemerides bergadanas (1919), i diverses monografies, com Descripcio de Berga i sos encontorns, Lo Girassol, Col·lecció de cançons populars, etc. També és autor del drama La pubilla del castell, de la novel·la El abuelo i de la recopilació de tradicions La torre de la minyona. L'any 1889 fundà l'Ateneu Berguedà i el 1905 la revista La Bergitania". Fou membre de l'Acadèmia de les Bones Lletres de Barcelona i diputat provincial.